# Kayke Rodrigues
Kayke Rodrigues (ur. 1 kwietnia 1988) – brazylijski piłkarz występujący na pozycji napastnika.

## Kariera klubowa
Od 2007 roku występował w klubach CR Flamengo, Brasiliense, Macaé, Vila Nova, Venda Nova, Häcken, Tromsø, AaB, Paraná Clube, CD Nacional, Atlético Goianiense, ABC, Yokohama F. Marinos i Santos FC.